# 3-Pentylamin
3-Pentylamin ist eine chemische Verbindung aus der Gruppe der aliphatischen Amine. Es ist ein primäres Amin.

## Eigenschaften
3-Pentylamin ist eine feuchtigkeits- und luftempfindliche farblose Flüssigkeit, die mischbar mit Wasser ist.

## Sicherheitshinweise
Die Dämpfe von 3-Pentylamin können mit Luft ein explosionsfähiges Gemisch (Flammpunkt ca. −5 °C) bilden.